# Nationaler Veteranentag

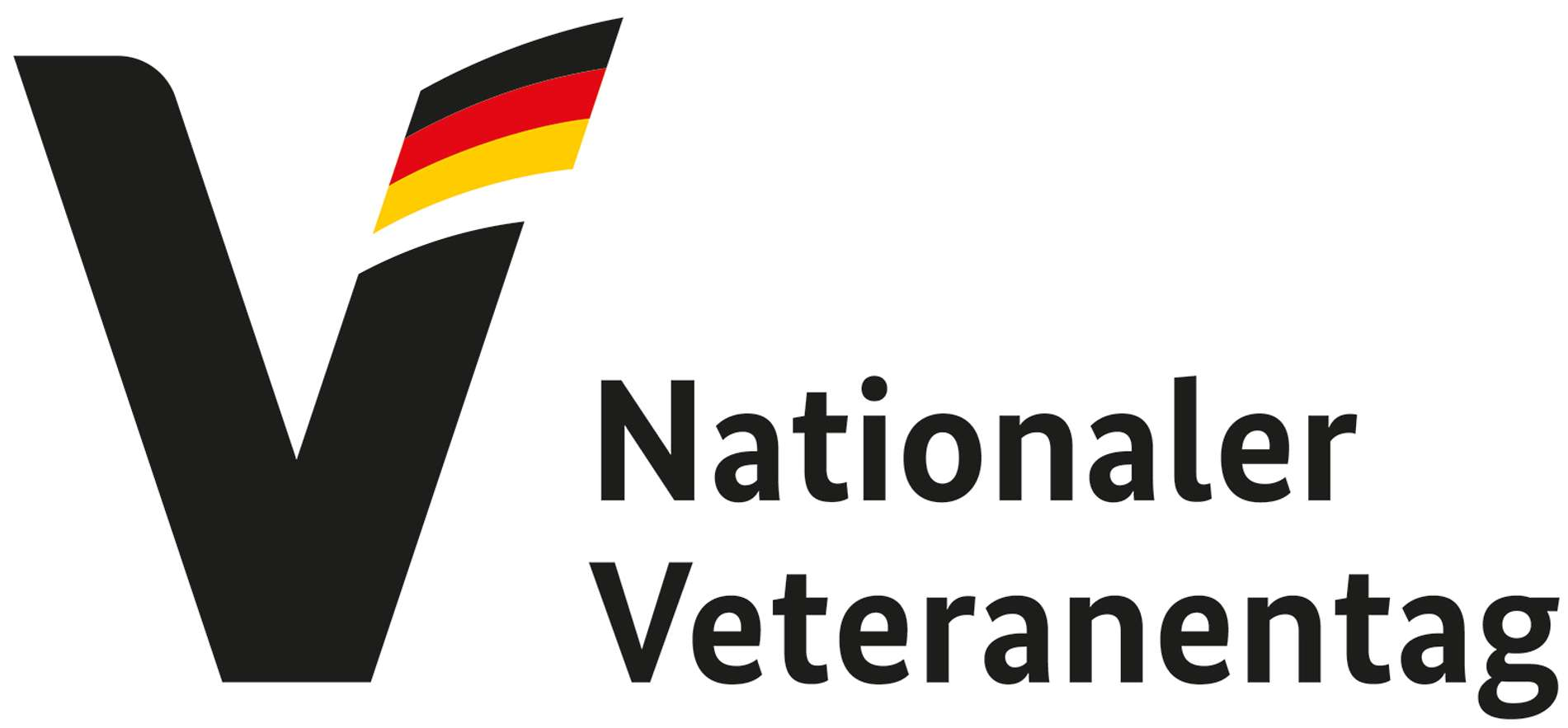
Kampagnenlogo „Nationaler Veteranentag“

Der Nationale Veteranentag ist ein Gedenktag in Deutschland, mit dem seit 2025 jährlich der Einsatz und der Dienst aktiver und ehemaliger Soldaten (Veteranen) der Bundeswehr gewürdigt wird. Der Nationale Veteranentag wird am 15. Juni jeden Jahres begangen. Fällt das Datum auf einen Werktag, sollen die Feierlichkeiten zum Veteranentag an einem Tag des Wochenendes stattfinden, das vor oder nach dem 15. Juni liegt.

## Geschichte
Spätestens seit 2010 wurde über die Einführung eines Veteranentages diskutiert. Umstritten war vor allem die Definition des Begriffs „Veteran“, sowohl bei den Soldatenverbänden als auch bei den Parteien. Im Jahr 2011 wollte Bundesverteidigungsminister Thomas de Maizière in der Bundeswehr eine Politik für den Umgang mit Veteranen und für ihre Versorgung formulieren.
De Maizière schlug 2012 einen an den Volkstrauertag im November gekoppelten Veteranentag vor, nach Kritik an diesem Datum schlug er den 22. Mai vor (am 22. Mai 1956 trat die Wehrverfassung als Basis der Bundeswehr in Kraft). Anfang 2013 definierte de Maizière erstmals den Begriff „Veteran“. Der Reservistenverband nahm den Veteranenbegriff im Jahr 2015 in seine Satzung auf. Ab 2018 veranstalteten Verbände den Marsch zum Gedenken. Bundesverteidigungsministerin Ursula von der Leyen wies im November 2018 an, Vorschläge zu erarbeiten, wie die Würdigung der Veteranen weiter ausgestaltet werden kann. Auch die deutsche Veteranenbewegung arbeitete auf dieses Ziel hin.
Die Bundestagsfraktion von CDU und CSU brachte im September 2023 den Antrag für einen Veteranentag am 12. November, dem Gründungstag der Bundeswehr, in den 20. Deutschen Bundestag ein. Er wurde an den Verteidigungsausschuss des Bundestags überwiesen. Der Verband der Reservisten der Deutschen Bundeswehr sprach sich gegen das Datum aus und wollte eine Anknüpfung an die Invictus Games im September jeden Jahres.
Im Februar 2024 fand auf Initiative des Deutschen Bundeswehrverbandes der erste nationale Veteranenkongress statt, bei dem Akteure der deutschen Veteranenbewegung mit Bundespolitikern der Fraktionen von SPD, CDU/CSU, Bündnis 90/Die Grünen und FDP vier Kriterien für einen Nationalen Veteranentag vereinbarten: Anreize für gesellschaftliche Aktivitäten schaffen, kein Tag „von der Bundeswehr für die Bundeswehr“, Einbindung von Bund, Ländern und Kommunen sowie sukzessives Ausweiten in die Fläche. Schirmfrau des Veteranenkongresses war Bundestagspräsidentin Bärbel Bas.
Am 25. April 2024 beriet der 20. Deutsche Bundestag den gemeinsamen Antrag der Fraktionen von SPD, CDU/CSU, Bündnis 90/Die Grünen und FDP „Für eine umfassende Wertschätzung – Einen nationalen Veteranentag einführen und die Versorgung von Veteranen und deren Familien verbessern“ zu einem Gedenktag am 15. Juni. Der Tag wurde gewählt, weil das Veteranenabzeichen erstmals am 15. Juni 2019 verliehen worden war. In der Debatte sprachen Johannes Arlt (SPD), Kerstin Vieregge (CDU/CSU), Sara Nanni (Bündnis 90/Die Grünen), Hannes Gnauck (AfD), Christian Sauter (FDP), Florian Hahn (CDU/CSU), Boris Pistorius (Bundesminister BMVg), Merle Spellerberg (Bündnis 90/Die Grünen), Dietmar Bartsch (Die Linke), Nils Gründer (FDP), Marlon Bröhr (CDU/CSU) und Wolfgang Hellmich (SPD). Die Fraktionen sprachen sich auch dafür aus, die Nachsorge von im Dienst erlittenen Schädigungen der Soldaten zu verbessern. Dafür stimmten alle Fraktionen, die Gruppe der Linken stimmte dagegen, die Gruppe BSW nahm weder an der Debatte noch an der Abstimmung teil. Der Bundestag beschloss somit, den 15. Juni zum jährlichen nationalen Veteranentag zu erklären.

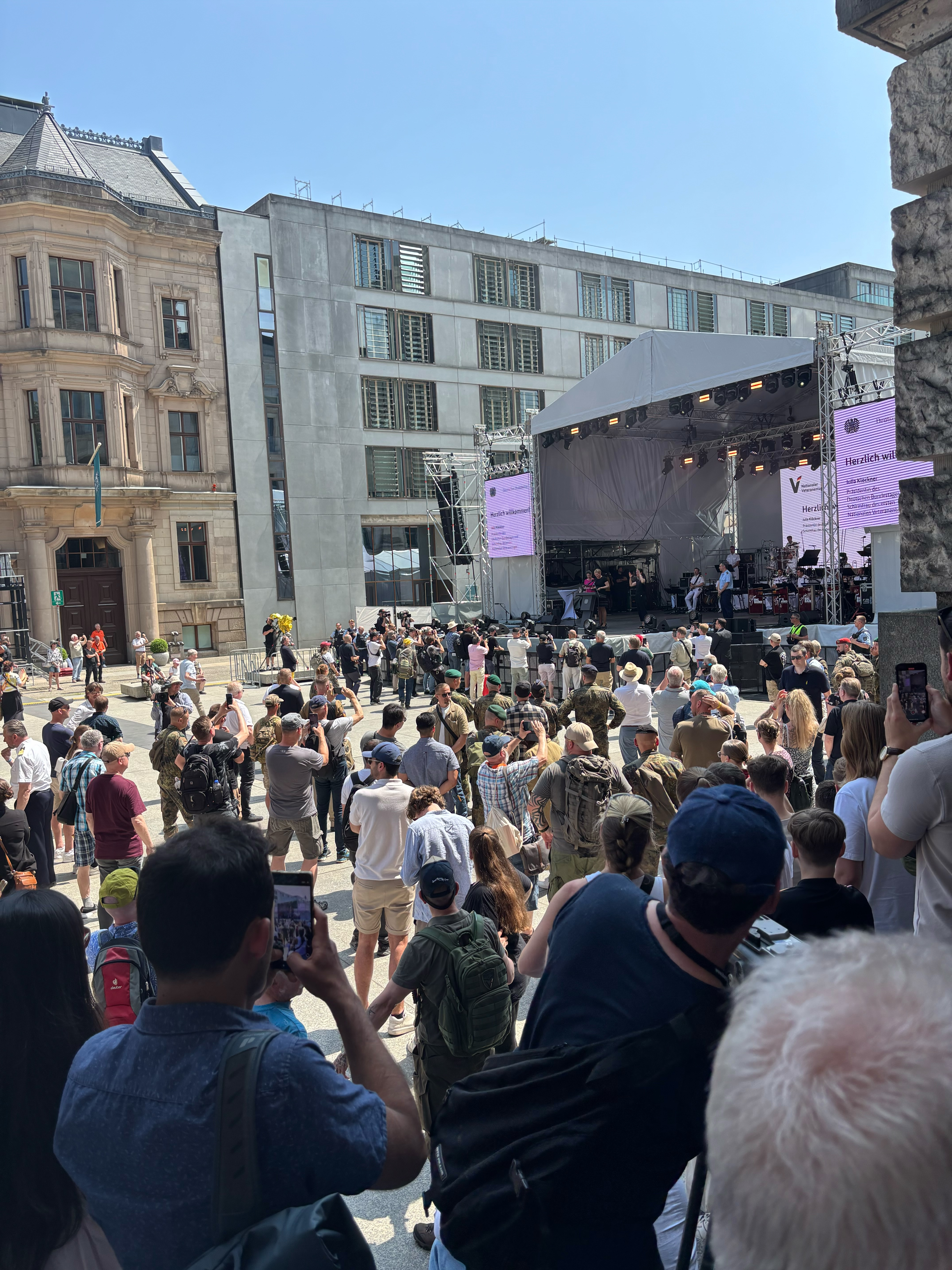
2025 fand die zentrale Veranstaltung rund um das Reichstagsgebäude statt, hier die Hauptbühne auf dem Friedrich-Ebert-Platz (Berlin)

Im Juni 2024 wurde auf Einladung der Bundestagsfraktionen von SPD, Bündnis 90/Die Grünen, FDP und CDU/CSU ein Empfang im Bundestag in Berlin durchgeführt sowie eine Feierstunde im Landtag Mecklenburg-Vorpommern in Schwerin, an einigen Standorten in Deutschland gab es Veranstaltungen am 15. Juni 2024. Der Gedenktag wird seit 2025 landesweit begangen; jeweils am Wochenende vor oder nach dem 15. Juni findet dazu in Berlin zudem eine große Veranstaltung statt.
Deutschland und die Bundeswehr begingen am 15. Juni 2025 ihren ersten Nationalen Veteranentag mit einem zentralen Fest am Reichstagsgebäude in Berlin sowie Veranstaltungen an verschiedenen Orten bundesweit. Es gab Proteste und Adbusting-Aktionen. In den darauffolgenden Tagen gab es zusätzliche Veranstaltungen wie Feierstunden und Ausstellungen.

## Begriffsdefinition „Veteran“

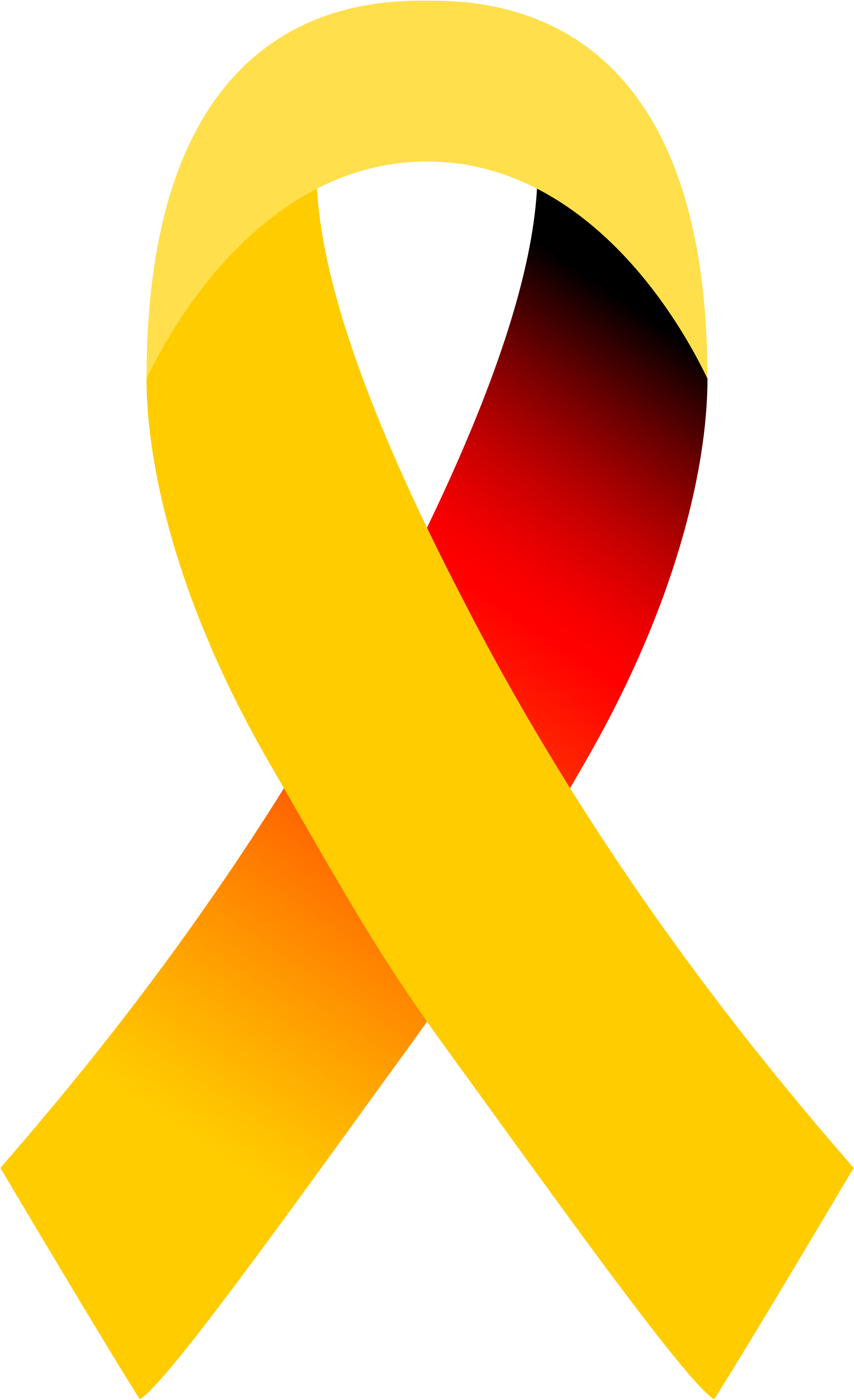
Schleife „Nationaler Veteranentag“

Im November 2018 definierte das Bundesministerium der Verteidigung den Veteranenbegriff in einem Tagesbefehl wie folgt:

„Veteranin oder Veteran der Bundeswehr ist, wer als Soldatin oder Soldat der Bundeswehr im aktiven Dienst steht oder aus diesem Dienstverhältnis ehrenhaft ausgeschieden ist, also den Dienstgrad nicht verloren hat.“

Nach dieser Definition zählte Deutschland im Jahr 2024 rund zehn Millionen Veteranen.
Im Januar 2013 hatte der damalige Bundesverteidigungsminister Thomas de Maizière den Begriff Veteran in einer Rede wie folgt definiert:

„Veteran beziehungsweise Veteranin der Bundeswehr ist, wer ehrenhaft aus dem aktiven Dienst in der Bundeswehr ausgeschieden ist und als Angehöriger der Bundeswehr im Ausland an mindestens einem Einsatz oder einer besonderen Verwendung im Rahmen von humanitären, friedenserhaltenden oder friedensschaffenden Maßnahmen teilgenommen hat.“

Für Soldaten der Nationalen Volksarmee (NVA) gilt der Status als Veteran nur, wenn sie nach ihrem Dienst bei der NVA auch noch bei der Bundeswehr gedient haben.

## Kritik
Von ehemaligen Soldaten der Bundeswehr wurde kritisiert, die Definition des Veteranen sei zu weit gefasst. Ehemalige Soldaten der Nationalen Volksarmee (NVA) wiederum kritisierten, dass sie nicht als Veteranen anerkannt werden.
In der Bundestagsdebatte über die Einführung des Veteranentags sprach Dietmar Bartsch von „Symbolpolitik“.
2024 nannte Margot Käßmann den Nationalen Veteranentag ein Beispiel für eine schleichende Militarisierung der Gesellschaft, was sich auch daran zeige, dass der Begriff des Veteranen „im Deutschen lange Zeit ungebräuchlich“ war. 2025 warnte die Deutsche Friedensgesellschaft – Vereinigte KriegsdienstgegnerInnen vor einem „neuen Militarismus“ und bezeichnete den Veteranentag als „weiteren Schritt zurück zu einer ‚Blut & Ehre'-Mentalität“; Die Linke sprach von einer Entwicklung der Gesellschaft in Richtung Verteidigung und Aufrüstung.